# Миљијара 56 I (Латина)
Миљијара 56 I је насеље у Италији у округу Латина, региону Лацио.
Према процени из 2011. у насељу је живело 42 становника. Насеље се налази на надморској висини од 4 м.